# جوجل داي دريم
داي دريم (بالإنجليزية: Daydream)‏ هي منصة للواقع الافتراضي (VR) متوقفة عن العمل طوّرتها شركة جوجل، للاستخدام بشكل أساسي مع سماعة رأس يتم إدخال الهاتف الذكي فيها. وكانت المنصة والجهاز متاحةً لبعض الهواتف المختارة التي تعمل بنظام تشغيل أندرويد للهواتف المحمولة (إصدارات "نوجا" 7.1 والإصدارات الأحدث) التي تلبي متطلبات البرامج والأجهزة الخاصة بالمنصة. تم الإعلان عن داي دريم في مؤتمر مطوري جوجل آي/أو في مايو 2016، وتم إصدار أول سماعة رأس، داي دريم فيو، في 10 نوفمبر 2016. لاستخدام النظام الأساسي، يضع المستخدمون هواتفهم في الجزء الخلفي من سماعة الرأس، وتُشغّل تطبيقات الأجهزة المحمولة المتوافقة مع داي دريم، لعرض المحتوى من خلال عدسات العارض.
كانت داي دريم ثاني محاولة جادة لشركة جوجل في مجال الواقع الافتراضي بعد كاردبورد، وهي منصة منخفضة التكلفة تهدف إلى تشجيع الاهتمام بالواقع الافتراضي. مقارنةً بـ كاردبورد، الذي يدعم التطبيقات المتوافقة ويُقدم ميزات محدودة، تم دمج داي دريم في نظام أندرويد نفسه وشمل ميزات محسّنة، بما في ذلك دعم وحدات التحكم. لم يتم اعتماد داي دريم على نطاق واسع من قبل المستهلكين أو المطورين، وفي أكتوبر 2019 ، أعلنت جوجل أنه تم إيقاف سماعة رأس داي دريم فيو وأنهم لن يصادقوا على الأجهزة الجديدة لـ داي دريم.